# Философия жизни

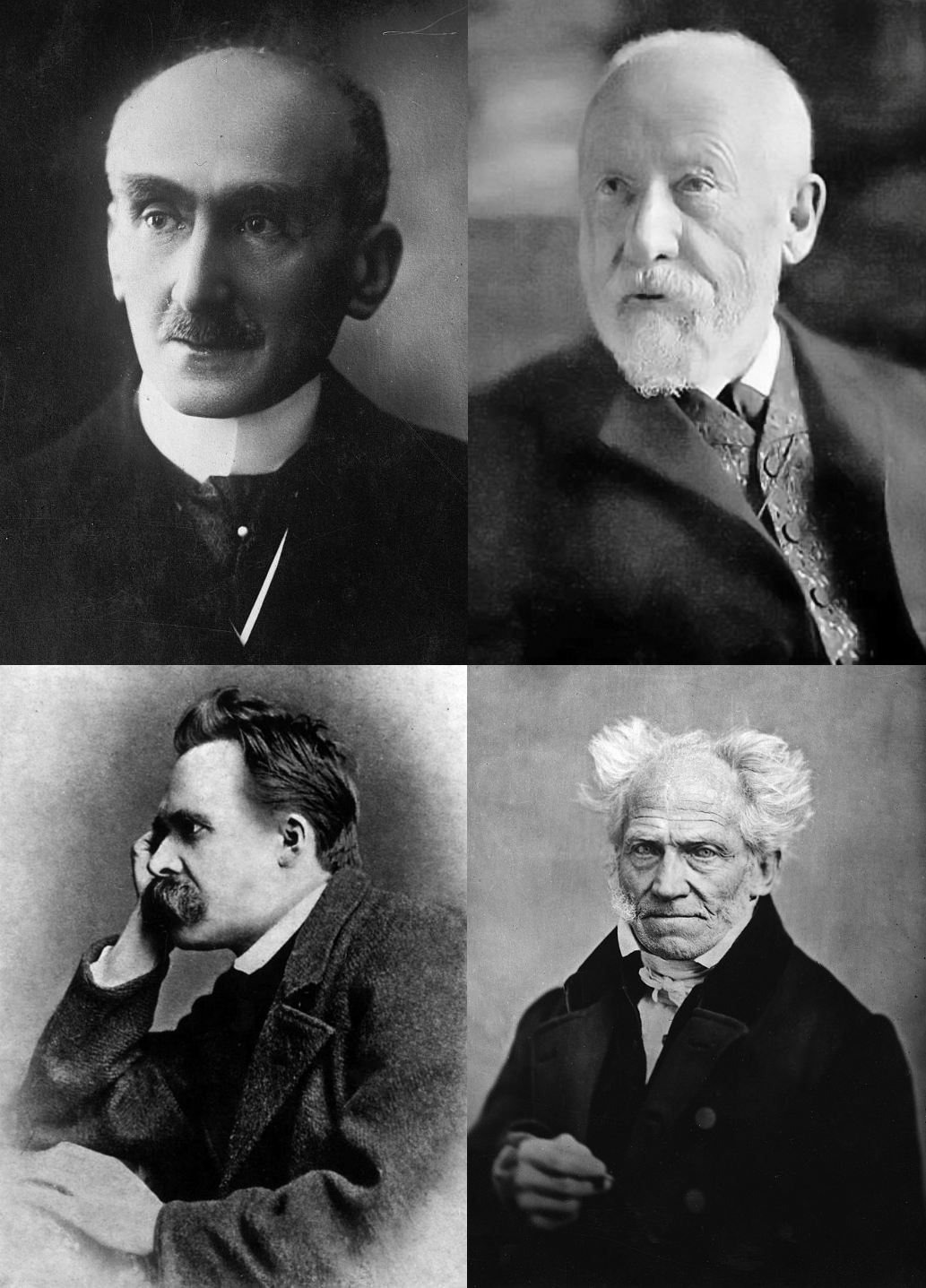
По часовой стрелке сверху слева: Бергсон, Дильтей, Шопенгауэр, Ницше

Философия жизни (нем. Lebensphilosophie) — иррационалистическое течение в европейской философии, получившее преимущественное развитие в Германии в конце XIX — начале XX веков.

## Происхождение
Философия жизни зародилась на фоне господства романтизма и явилась реакцией на рационализм эпохи Просвещения. «Крестным отцом» этого течения считается Артур Шопенгауэр, чья философия причудливо совмещала в себе кантианские и буддийские мотивы. Если мир феноменов — это представления, то единственной известной нам вещью в себе является мировая воля.

## Содержание
Основной темой нового направления в философии была интуитивно постигаемая жизнь (у Бергсона также фр. durée — длительность) как целостная, динамически развивающаяся реальность. Собственно первым её представителем считается Фридрих Ницше, который ввёл понятие воли к власти (нем. Der Wille zur Macht), которая пронизывает всю природу, являясь стимулом эволюции, а также социальное бытие (как дионисийское или творческое начало). У французского философа Анри Бергсона аналогичным понятием является жизненный порыв (фр. élan vital). Объективацией (результатом) воли к власти являются культурные нормы и ценности. В теории познания философии жизни господствовал интуитивизм и альтернативный объяснению принцип понимания, который сближался с неокантианским методом гуманитарных наук (Дильтей). Интеллект и разум однозначно воспринимаются как инструмент воли к власти или средство приспособления к окружающей среде. В социальной философии проводилось различие между культурой как творческим периодом развития общества и цивилизацией как объективацией культуры (Г. Зиммель, О. Шпенглер). С этим различием было тесно связано противопоставление творческой элиты (обладающей монополией на «жизненный порыв») инертным массам (Ортега-и-Гассет). Крайним случаем творческой элиты является сверхчеловек Ницше (нем. Übermensch).

## Влияние
В дальнейшем философия жизни повлияла и подготовила появление герменевтики (через Дильтея) и экзистенциализма (через философскую антропологию Шелера). Элементы философии жизни были заимствованы представителями гуманитарных наук (А. Тойнби, Л. Н. Гумилёв), а также некоторыми идеологами Третьего Рейха (Э. Крик).